# آصف مندوي
آصف مندوي (بالإنجليزية: Aasif Mandvi) (و. 1966 – م) هو ممثل، وكاتب سيناريو، وممثل مسرحي، وممثل تلفزيوني من الولايات المتحدة الأمريكية. ولد في مومباي.

## التعليم
تعلم في جامعة جنوب فلوريدا.

## وصلات خارجية
- اساف ماندفي على موقع IMDb (الإنجليزية)
- اساف ماندفي على موقع قاعدة بيانات الأفلام العربية
- اساف ماندفي على موقع ألو سيني (الفرنسية)
- اساف ماندفي على موقع ميوزك برينز (الإنجليزية)
- اساف ماندفي على موقع أول موفي (الإنجليزية)
- اساف ماندفي على موقع قاعدة بيانات برودواي على الإنترنت (الإنجليزية)
- اساف ماندفي على موقع قاعدة بيانات الأفلام السويدية (السويدية)
- اساف ماندفي على موقع إن إن دي بي (الإنجليزية)
- اساف ماندفي على موقع قاعدة بيانات الفيلم (الإنجليزية)
- اساف ماندفي على موقع كينوبويسك (الروسية)